# Самниты

Итальянский полуостров около 400 г. до н. э.; земли самнитов обозначены тёмно-зелёным

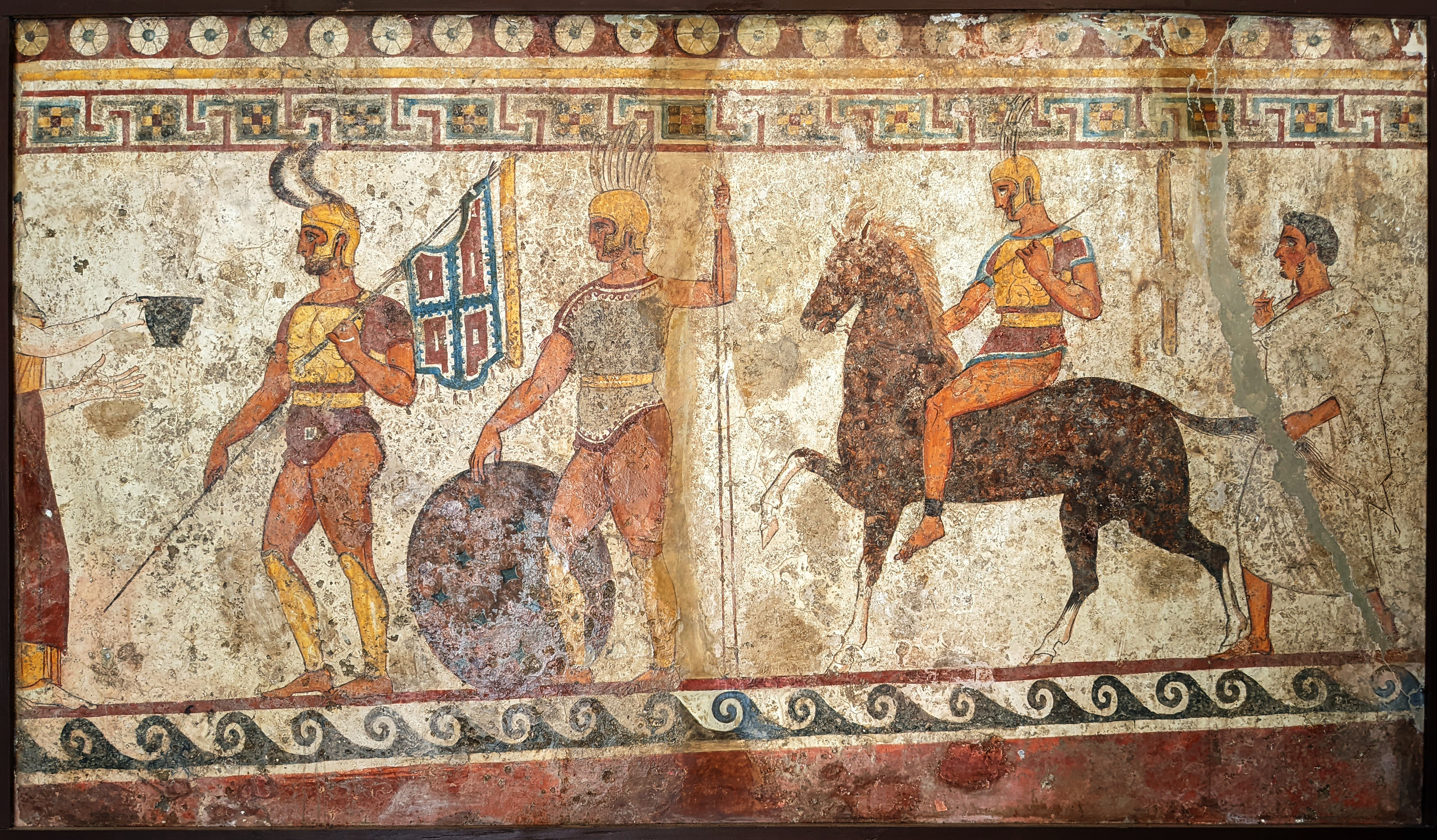
Самнитские воины, изображенные на гробнице в Ноле, 4 век до н. э.

Самниты — древний италийский народ, говоривший на языке оскской группы, относящийся к сабелльским племенам. Первоначально обитали в горах Средней Италии к югу от Лацио на границе с Кампанией и Апулией. Этот исторический регион стал известен как Самний. Теодор Моммзен связывал происхождение самнитов с умбрами. Самниты жили на Апеннинском полуострове с V века до н.э. по III век до н.э.

## История
Столицей самнитов считался город Бовианум. Политической формой организации была Самнитская Федерация (союз племен). После ослабления этрусков захватили обширные территории на юге Италии. В 423 году до н. э. самниты атаковали и захватили этрусскую колонию Капуя, а затем в 421 году до н. э. — греческий город Кумы. Соприкосновение с городами Великой Греции способствовало эллинизации самнитов. В дальнейшем столкнулись с экспансией Рима (Самнитские войны (343—290 гг. до н. э.)) и вынуждены были подчиниться. Впоследствии покорённые самниты не раз выступали против своих завоевателей и часто присоединялись к войскам, сражавшимся против Римской Республики — так это было во время походов Пирра против Рима и во время Второй Пунической войны, когда часть самнитов присоединилась к армии Ганнибала.
Самниты приняли участие в гражданской войне на стороне Гая Мария, за что римский диктатор Сулла подверг их репрессиям, переходившим в геноцид. Он собрал большое количество сдавшихся воинов-самнитов и луканов в римском цирке и истребил их в качестве возмездия:

Три тысячи неприятелей прислали к нему вестника с просьбой о пощаде, и Сулла обещал им безопасность, если они явятся к нему,
прежде нанеся ущерб остальным его врагам. Те поверили, напали на своих, и
многие с обеих сторон полегли от рук недавних товарищей. Однако всех
уцелевших, как из нападавших, так и из защищавшихся, всего около шести
тысяч, Сулла собрал у цирка, а сам созвал сенаторов на заседание в храм
Беллоны. И в то самое время, когда Сулла начал говорить, отряженные им люди
принялись за избиение этих шести тысяч. Жертвы, которых было так много и
которых резали в страшной тесноте, разумеется, подняли отчаянный крик.
Сенаторы были потрясены, но уже державший речь Сулла, нисколько не
изменившись в лице, сказал им, что требует внимания к своим словам, а то,
что происходит снаружи, их не касается: там-де по его повелению вразумляют
кое-кого из негодяев.

Репрессии Суллы против самнитов были настолько разрушительны, что после этих событий исчезают всякие упоминания о существовании этого племени. Большая часть самнитов, спасаясь от геноцида, бежала с родины. Как пишет Страбон, «города Самния стали деревнями, а большинство из них исчезло совсем».

## Список племён
- Гирпины
- Кавдины
- Карацены
- Пентры
- Френтаны

## Выдающиеся самниты
- Гавий Понтий — вождь, нанёсший римлянам унизительное поражение в битве в Кавдинском ущелье
- Понтий Телезин — италийский военный деятель, предводитель самнитов во время войны между сулланской и марианской партиями в Древнем Риме.